# Cebalí
Cebalí (Cebalinus, Kebalïnos, Κεβαλῖνος), germà de Nicòmac, que va viure amb aparellament homosexual amb Dimnos (Dimnus), autor d'un complot contra Alexandre el Gran el 330 aC.
Cebelí li va explicar el complot a Nicòmac i aquest a Filotes que va decidir comunicar-ho el rei però va demorar dos dies i mentre Cebalí li va comunicar a Metron, un patge reial, que immediatament en va informar a Alexandre.
La parella fou detinguda.